# 張涵
張涵（Chang Han，1985年12月25日—），台灣職業足球員，花蓮阿美族，自國立台灣體育學院肄業後，於台灣國訓足球隊服完兵役，轉學至台北體院，後來效力於大同足球隊。他同時也是中華臺北足球代表隊成員。

## 球員生涯
張涵大學時期原先就讀於國立台灣體育學院，後來因課業問題肄業，所以入伍服義務役，加入了國訓足球隊。當2009年10月張涵從國訓隊退伍後，他於翌年通過轉學考取了台北市立體育學院，並在2010年全國城市足球聯賽代表北體出賽。當年度最後一輪比賽時北體令先1分而位居積分榜第一，意即北體只要擊敗該輪對手大同足球隊就能奪冠，可惜最終因烏龍球被逼和錯失冠軍。雖然張涵未能替北體贏得城市足球聯賽冠軍，但仍然獲得了該季最佳球員的殊榮。
2011年張涵於大專校院100學年度足球運動聯賽幫助北體贏得冠軍，在城市聯賽賽場上張涵則轉投大同隊並助大同奪得亞軍。

## 國際賽生涯
2009年8月，在2010年東亞足球錦標賽中，藉由隊友詹哲淵的助攻，張涵頭槌頂入了台灣男足史上對北韓的第一個進球。
2011年2月11日，2012年亞洲挑戰盃男足資格賽與寮國國家足球隊的比賽中梅開二度，助中華隊以5－2贏球。
2011年7月3日，2014年國際足總世界盃外圍賽亞洲區第一輪與馬來西亞隊第二回合的比賽中31分鐘時角球發入禁區，蔡憲棠頭球擺渡給羅志安起腳射門，被馬來西亞守門員撲出，最後由張涵補射被撲出的球而破門得分。42分鐘時張涵在禁區中被犯規而獲得罰點球的機會，這一次的點球交由陳柏良主罰得分。雖然，張涵幫助球隊以3－2於主場擊退馬來西亞隊，可是雙方兩回合合計打成4－4平手，而中華隊作客進球較少遭淘汰。
張涵代表中華隊出賽2012年亞足聯五人制足球錦標賽。
張涵效力國家隊期間出賽27場共進了10球，並且是進球第二多的球員。

## 榮譽
- 中華民國2010年全國城市足球聯賽最佳球員

## 外部連結
- 張涵 （页面存档备份，存于）在national-football-teams.com的球員資料